# Британская Формула-3000
Британская Формула-3000 (англ. British Formula 3000, с 1992 года — Британская Формула-2) — это национальное формулическое автомобильное первенство, существовавшее в 1989-94 и 1996 годах и использовавшее технику класса Формула-3000. Серия базировалась в Великобритании.

## Общая информация

### История серии
Серия запущена в 1989 году. В гонках предполагалось использовать технику годичной давность МЧ Ф3000. На старт первых гонок были выставлены шасси Lola и Reynard, оснащённые стандартным для гонок класса двигателем Cosworth DFY; позже техника Reynard стала доминирующей
Первоначальный проект прожил до конца сезона 1991 года, после чего серия была переименована в Британскую Формулу-2. Изменение не привело к качественному росту гонок серии: напротив, число заявок на гонки постепенно сокращалось. В какой-то момент на старт выходили всего десять пилотов.
В 1995 году сезон был отменён из-за малого числа заявок на предварительном этапе, через год серия возродилась, но в 1997 вновь ушла в небытие. Позже серия в том или ином виде ещё несколько раз пыталась возродиться, но все планы так и не нашли реального воплощения.

### Пилоты
Чемпион сезона-1991 Пол Уорик получил свой титул посмертно: на пятом этапе серии — на автодроме Оултон-парк — он попал в серьёзную аварию: из-за отказа рычага подвески он вылетел в повороте Knickerbrook и на скорости в 224 км/ч ударился в защитный барьер. Автомобиль развалился, а 22-летний британец получил травмы, не совместимые с жизнью. За следующие шесть гонок сезона никто не смог догнать его в личном зачёте. Позже, в схожих обстоятельствах, погиб другой участник серии — уругваец Гонсало Родригес, но тот эпизод произошёл уже не на соревнованиях британского чемпионата.
Часть гонщиков стали известны широкому кругу поклонников автоспорта за свои спортивные достижения: швед Кенни Брак позже сначала боролся за титул в международном чемпионате на аналогичной технике, а на рубеже 1990-х и 2000-х был одним из быстрейших и стабильнейших пилотов в IRL и CART, выигрывал 500 миль Индианаполиса; ещё несколько пилотов позже стали известны за счёт своих выступлений в туринговых сериях: Фредрик Экблум, Ален Меню и Рикард Рюделл записали на свой счёт несколько титулов в ряде престижных европейских сериях, а Иван Мюллер также несколько раз был чемпионом мира.
Ещё один бывший гонщик серии получил широкую известность за свои менеджерские таланты: Кристиан Хорнер прославился управляя командами Arden International в МЧ Ф-3000 и Red Bull F1.
В 1996 году в чемпионате пробовал свои силы российский автогонщик Алан Берков. В своей единственной гонке, пилот занял 5 место, став по итогам сезона вторым в списке пилотов, использовавших старые шасси.

### Очковая система
В последний год своего проведения очки на этапах серии получали шесть лучших пилотов по итогам гоночного заезда.
- Детальная схема присуждения очков такова:

|       | 1 | 2 | 3 | 4 | 5 | 6 |
| ----- | - | - | - | - | - | - |
| Гонка | 9 | 6 | 5 | 3 | 2 | 1 |

## Чемпионы серии
| Сезон | Личный зачёт        | Командный зачёт                         | Техника                                   |
| ----- | ------------------- | --------------------------------------- | ----------------------------------------- |
| 1989  | Гэри Брэбэм         | Bromley Motorsport                      | Reynard 88D-Cosworth                      |
| 1990  | Педру Шавеш         | Mansell Madgwick Motorsport             | Reynard 90D-Cosworth                      |
| 1991  | Пол Уорик           | Mansell Madgwick Motorsport             | Reynard 90D-Cosworth                      |
| 1992  | Иван Мюллер         | Omegaland                               | Reynard 91D-Cosworth                      |
| 1993  | Филипп Адамс        | Madgwick International Argo Racing Cars | Reynard 91D-Cosworth Reynard 92D-Cosworth |
| 1994  | Хосе Луис ди Пальма | AJS Racing Madgwick International       | Reynard 92D-Cosworth                      |
| 1996  | Гарет Рис           | Super Nova Racing                       | Reynard 95D-Mugen                         |

### Комментарии
1. ↑  Последний полный сезон прошёл в 1996 году, в сезоне 1997 состоялась только одна гонка, позже сезон отменили.